# Kapuzinerkloster Schweidnitz

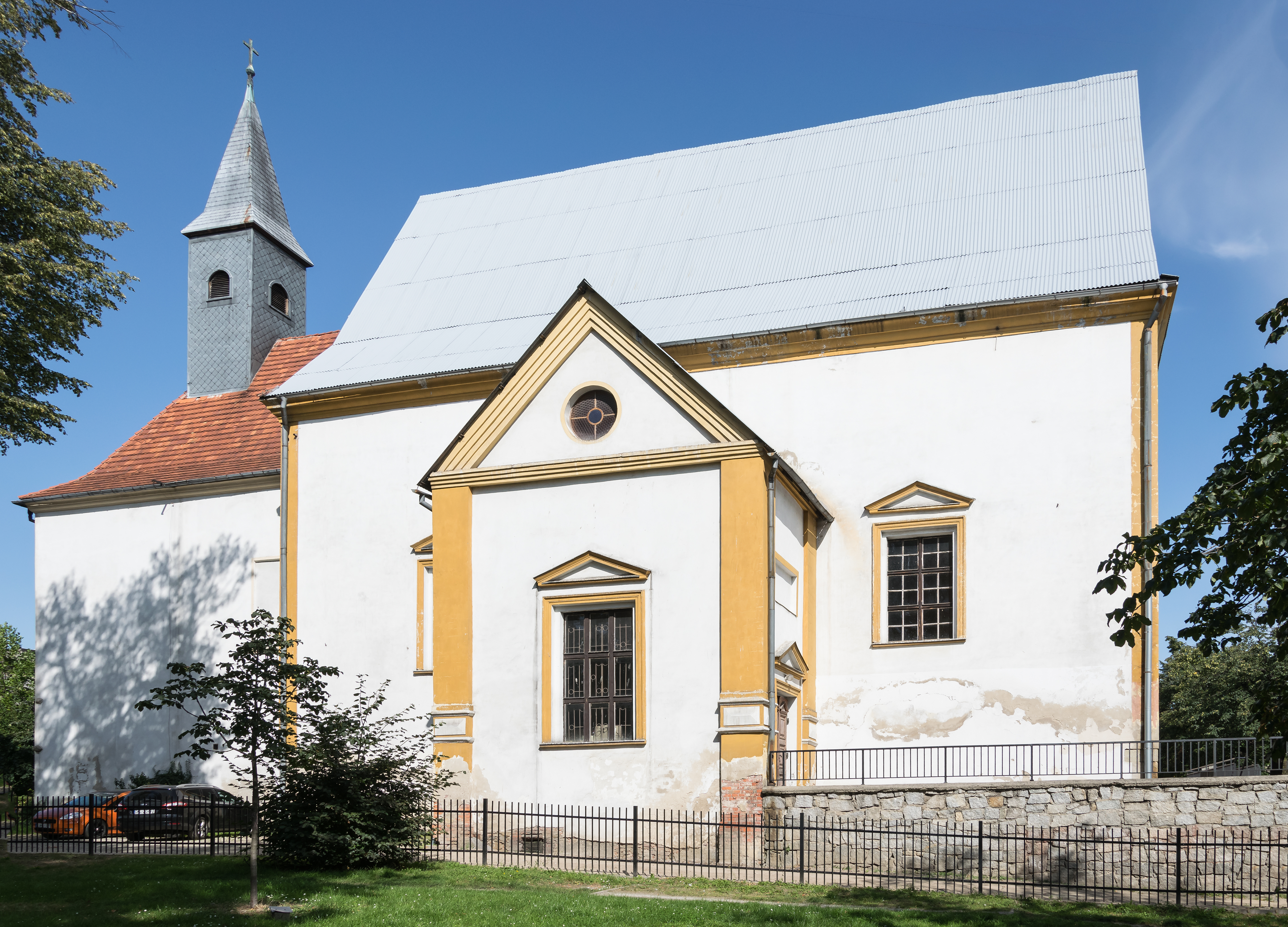
Kirche St. Antonius

Das Kapuzinerkloster Schweidnitz (poln. Świdnica) wurde 1682 gegründet. Graf Christoph Wenzelaus von Nostiz stiftete das Gelände sowie einen Großteil der Gelder für den Bau. Kloster und Kirche wurden auf dem ehemaligen Burggelände errichtet, wo die Burg der Schweidnitzer Herzöge und der Residenz Nostiz gestanden hatte, bevor sie 1532 durch einen Brand zerstört worden war. Die Kirche war dem Heiligen St. Antonius, das Kloster der Unbefleckten Empfängnis geweiht. Im Jahr 1754 zählte das Kapuzinerkloster 24 Mitglieder, wogegen 1810 nur noch fünf Patres und zwei Brüder dort lebten.
Im Zuge der Säkularisation wurde das Kloster im Jahr 1810 aufgelöst und zunächst in ein Krankenhaus, später in ein Waisenhaus umgewandelt. 1818 wurde die Kirche zur Garnisonkirche umgebaut. Nach dem Zweiten Weltkrieg fanden in der Kirche katholische Gottesdienste statt, in den 1970er Jahren verfiel sie jedoch. Heute wird sie als Kirche der   Pfingstbewegung genutzt.